# Zemědělství v Jugoslávii

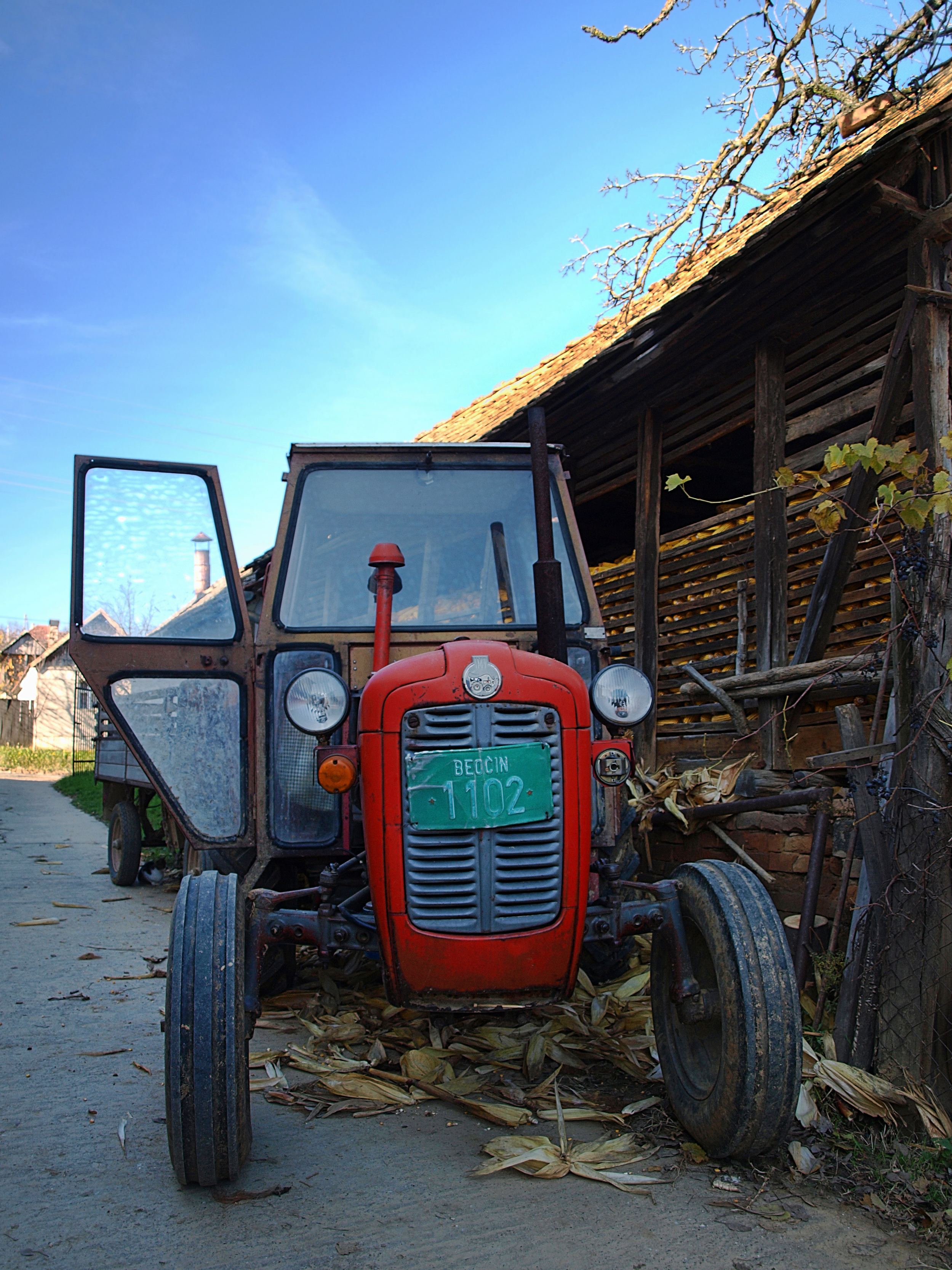
Traktor jugoslávské výroby (továrna IMT v Bělehradě) během sklizně

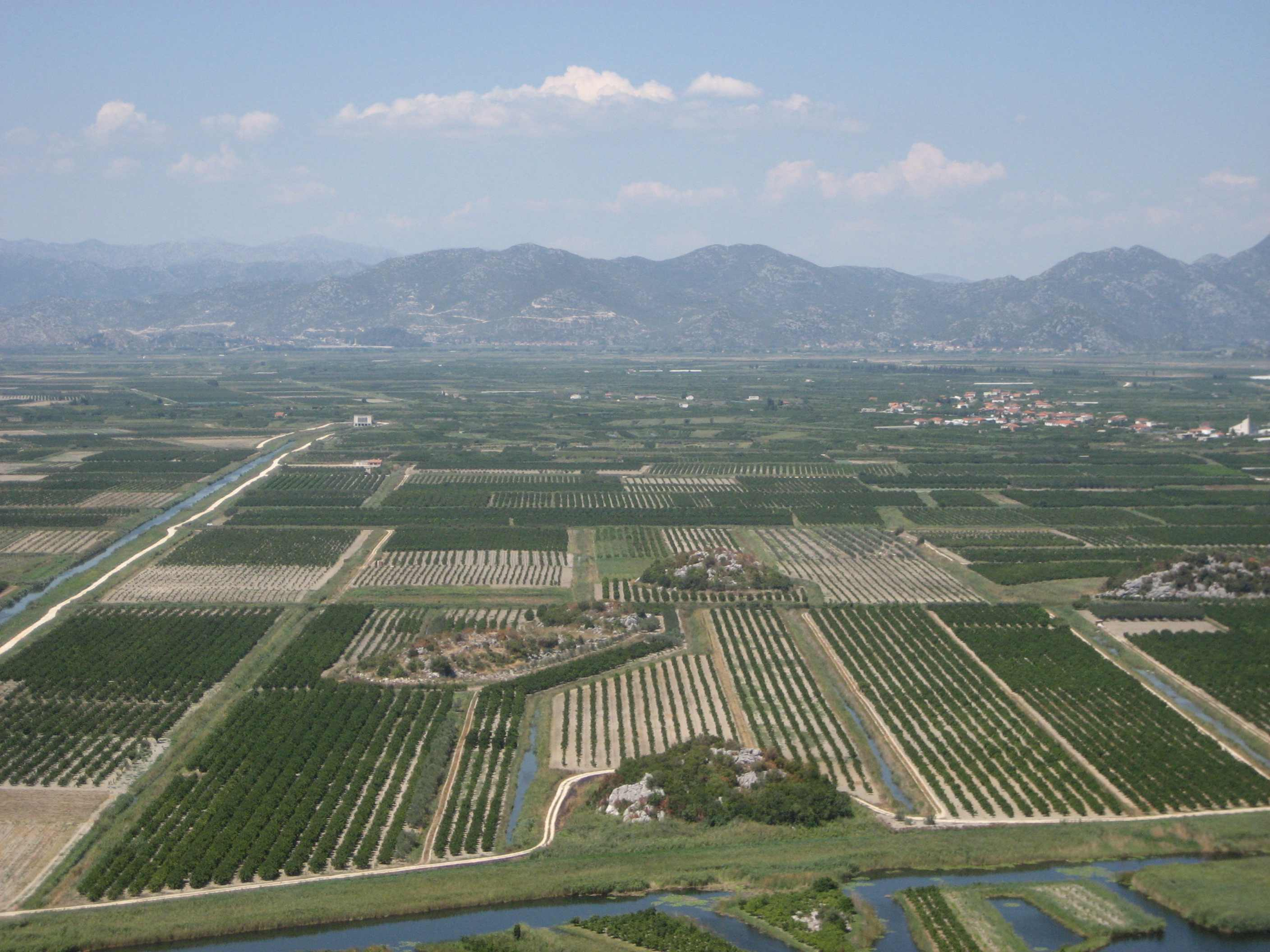
Delta řeky Neretvy patřila k nejúrodnějším oblastem SFRJ

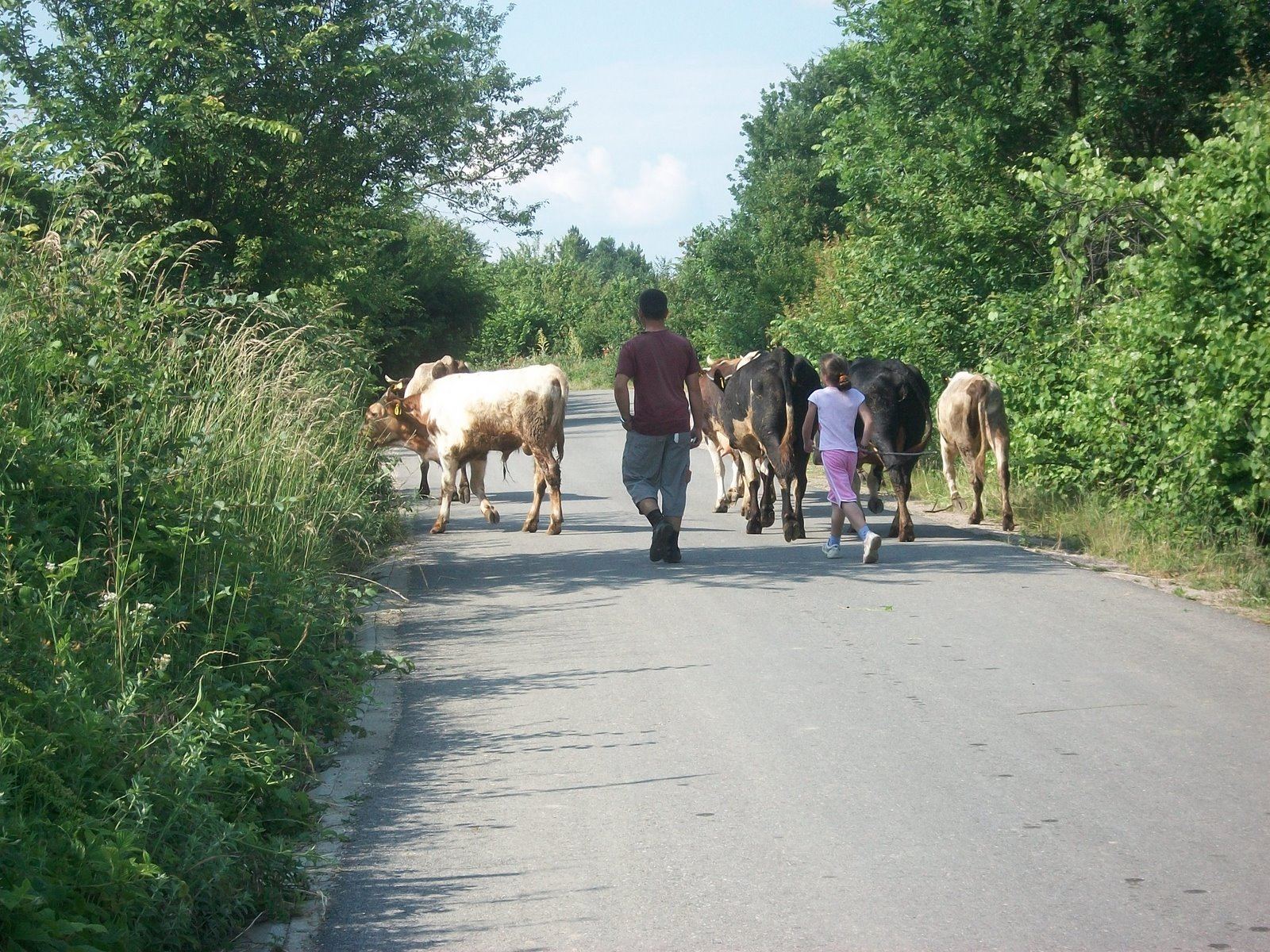
Chov dobytka na území Kosova (poblíž Đakova)

Zemědělství patřilo v Jugoslávii k hlavním formám obživy obyvatelstva země. V roce 1971 tento sektor zaměstnával méně než 40 % aktivního obyvatelstva státu.

## Historický vývoj
Jugoslávie byla již v okamžiku svého vzniku zemí s převažující zemědělskou výrobou. Pouze ve větších centrech se rozvíjel průmysl. Drtivý význam mělo zemědělství během celé existence království Jugoslávie, tedy až do druhé světové války. Zemědělská produkce byla značně zaostalá a výnosy malé. 
Konflikt znamenal pro zemědělskou produkci značné ztráty, které byly odhadnuty na 1/5 všech škod v oblasti nerostného bohatství země.[zdroj?]
Po skončení konfliktu se moci v zemi chopili komunističtí partyzáni a začali provádět rychlé reformy, včetně pozemkové. Byla provedena kolektivizace, která však nebyla úspěšná a poté, co se vláda rozhodla pro vlastní cestu budování socialismu byl model kolektivistického zemědělství opuštěn. V 50. a 60. letech nastoupila industrializace země (první a druhý pětiletý plán) a vliv zemědělství na celkovou produkci v zemi tak začal klesat. Zatímco v roce 1947 se zemědělství podílelo 39,2 % na celkovém domácím produktu země, v roce 1970 to bylo již jen 17,8 % a v roce 1990 (rok před rozpadem státu) jen 14, 8 %. 
Klesající podíl aktivního obyvatelstva v oblasti zemědělství vedl k přílivu obyvatel do měst a k jejich růstu. Deagrarizace SFRJ však neprobíhala rovnoměrným tempem; zatímco v některých oblastech Chorvatska a Vojvodiny bylo v zemědělství během 80. let zaměstnán již velmi malý podíl obyvatelstva, v Bosně a Hercegovině či na území Kosova chyběla mnohdy stále ještě mechanizace a pole byla obdělávána tradičním způsobem.[zdroj?]
Přestože se po druhé světové válce zemědělské výnosy značně zvýšily, i tak většinu finančních prostředků stát investoval do rozvoje průmyslu a infrastruktury, nikoliv do zemědělství. Po roztržce Josipa Broze Tita a Josifa Stalina došlo k ekonomické blokádě Jugoslávie, což také znamenalo zastavení dodávek zemědělských strojů (především traktorů), které byly po nějakou dobu dováženy ze Sovětského svazu. Zatímco průmyslová odvětví vykázala během prvních poválečných dekád několikasetprocentní růst, v případě zemědělství se efektivita odvětví zvýšila zhruba dvojnásobně.[zdroj?]
V oblasti Vojvodiny bylo zemědělství (především pěstování kukuřice) považováno za dominantní metodu výroby. Pro zvýšení výnosů byl rozšířen původní odvodňovací systém kanálů (vznikl tzv. kanál Dunaj–Tisa–Dunaj) a komplexní zavlažovací systém. Ten byl v 90. letech zanechán napospas, což vedlo k snížení výnosů kukuřice a větší závislosti produkce na podmínkách počasí po rozpadu SFRJ.[zdroj?]

## Struktura
Podle údajů z roku 1971 převažovala v socialistické Jugoslávii rostlinná výroba (60 %). Jugoslávské území bylo značně různorodé; zatímco sever země byl vhodný k orbě a bylo zde dosahováno vysokých výnosů, na jihu Jugoslávie (v Dalmácii, Černé Hoře a Makedonii) se na výjimky dobře dařilo leda pastevectví. Obilovinám byla věnována cca 3/5 osevní půdy. Nejvíce pěstována byla kukuřice a pšenice (sklizeň v roce 1971 dosáhla několika 7, resp. 5 milionů tun). Ve vyšších polohách (v centrálním Srbsku a Bosně a Hercegovině) se rovněž pěstovaly ve velkém brambory. 
Tradiční byla rovněž i živočišná výroba, tedy chov skotu. V roce 1971 bylo v SFRJ chováno přes pět milionů krav (především na území Slovinska a Chorvatska. V oblasti centrálního Srbska a Bosny a Hercegoviny byl provozován chov prasat (v roce 1971 přes šest milionů kusů) a ve vysokohorských oblastech celé Jugoslávie pak chov ovcí (v roce 1971 8,7 milionů kusů).
Významný byl také rybolov, a to jak v oblasti dalmatského pobřeží, tak i větších řek (Dunaj, Sáva, Drina aj.)